# ラブ♥ぽっ!
ラブ♥ぽっ!（ラブぽっ）は、少年画報社のヤングキングで連載されていた森見明日の漫画作品。

## あらすじ
柏木千夏子は美術部部長。今まで皆勤だった鳴門渉が急に部活を休むようになって心配していた。さらにクラスメイトから鳴門の落し物といってホテルのカギをもらって、そのホテルに行ってみると、そこには鳴門と大人の女性が。さらにそのホテルはラブホテルだった。

## 登場人物
柏木千夏子（かしわぎ ちかこ）
美術部部長。鳴門渉に思いをよせている。かなりの妄想癖があり、鳴門の事を考えると暴走する傾向がある。怒ると回し蹴り、飛び膝蹴りをする。
鳴門渉（なると わたる）
美術部員。とある理由でラブホテルに住んでいる。
綿貫鳩子（わたぬき はとこ）
渉の家庭教師。
立場知音（たてば ともね）
千夏子の友人にしてツッコミ役。知音の知人（千夏子や鳩子など）は話を聞かない傾向がある。

## 単行本
YKコミックス
- 第1巻 ISBN 4-7859-2640-6
- 第2巻 ISBN 4-7859-2694-5
- 第3巻 ISBN 4-7859-2745-3